# Peter Friedl
Pour les articles homonymes, voir Friedl.
Peter Friedl (né en 1960 à Oberneukirchen) est un artiste conceptuel autrichien.
Il a participé à la documenta X en 1997 et a représenté l'Autriche à la 48e Biennale de Venise. Il a acquis une notoriété particulière en 2007 avec son œuvre Zoo Story à la documenta 12, qui montrait une girafe empaillée d'un zoo palestinien, morte pendant la seconde intifada.

## Biographie
Peter Friedl a quitté l'Autriche en 1982, à l'âge de 22 ans. Il a ensuite vécu près de Venise, en Argentine et à Vienne, entre autres.
Ses œuvres peuvent être classés dans la catégorie de l'art conceptuel. Si leurs thèmes sont systématiquement politiques, il refuse de prendre directement position sur les questions soulevés. Cette distance est renforcée par leur expression ironique. Ainsi, lors de la Biennale de Venise de 1993, Friedl a placardé 400 affiches autour du lieu d'exposition Giardini Publicci avec l'inscription « J'ai survécu au pavillon allemand ». Le pavillon allemand présentait l'installation Germania de Hans Haacke, qui avait brisé le sol en pierre du pavillon, évoquant ainsi la fragilité de la culture allemande. Le pavillon avait été reconstruit en 1938 par Ernst Haiger (de) dans un style néo-classique. En utilisant le mot « survive », qui, dans le monde anglophone, est principalement réservé aux survivants de l'Holocauste dans le contexte du national-socialisme, Friedl a commis une subtile rupture de tabou. L'artiste lui-même n'y voyait qu'une « remise en question affectueusement critique de la droiture de Haacke ».
La percée de Friedl dans le Monde de l'art s'est faite en 1997 avec sa participation à la Documenta avec les œuvres Kino et Dummy. Pour Kino, il a fait apposer les lettres enluminées « Kino » sur la nouvelle salle d'exposition de la documenta, située sur la Friedrichsplatz. L'installation « Dummy » était située dans la vitrine d'une passerelle à côté de la « Volksboutique » dirigée par Christine Hill (de). Une vidéo a été montrée dans laquelle un homme (Friedl lui-même) tente en vain de tirer des cigarettes d'un distributeur automatique. L'homme se met en colère à cause de son échec, pousse et donne des coups de pied au distributeur automatique, et se détourne. Un junkie se trouvant à côté de lui tente en vain de le racketter. Le junkie s'énerve de son échec et donne un coup de pied à l'homme.

## Expositions

### Expositions individuelles (sélection)
- 2008 : Peter Friedl – Working, Kunsthalle Basel[2],[3].
- 2006 : Peter Friedl – Work 1964–2006, Musée d'Art contemporain de Barcelone[4]. Organisé par Bartomeu Marí. Catalogue publié sous le titre Theory of Justice par le MACBA, Barcelone, 2006.  (ISBN 84-89771-26-X). L'exposition a également été présentée au "Miami Art Central" et au Musée d'Art contemporain de Marseille.
- 2004 : Peter Friedl – Out of the Shadows, Witte de With, Rotterdam[5].
- 2004 : Peter Friedl: Four or Five Roses, Association d'art de Francfort[6].
- 2002 : Peter Friedl, Gesellschaft für Aktuelle Kunst (de), Bremen[7]. L'exposition a également été présentée à Luxembourg[8] et Le Cap[9].
- 1999 : Peter Friedl, Neuer Berliner Kunstverein (NBK)[10].
- 1994 : Peter Friedl – Zeichnungen, Museum Moderner Kunst (de), Passau[11]

### Participation à des expositions collectives
- 2017 : documenta 14, Cassel
- 2008 : Vertrautes Terrain – Aktuelle Kunst in und über Deutschland, Centre d'art et de technologie des médias de Karlsruhe[12].
- 2008 : Bildpolitiken, Salzburger Kunstverein (de), Salzbourg.
- 2007 : documenta 12, Cassel. Gezeigt wurde die Arbeit The Zoo Story, die Video-Installation Tiger oder Löwe und Kinderzeichnungen von Friedl aus den Jahren 1964–1972[13][réf. incomplète].
- 2007 : A theatre without theatre, Musée d'Art contemporain de Barcelone[14] et Berardo Museum, Lisbonne[15].
- 2006 : Bienal Internacional de Arte Contemporáneo de Sevilla (de)[16].
- 2006 : play station, Sprengel Museum Hannover[17].
- 2005 : Zur Vorstellung des Terrors: Die RAF-Ausstellung, KW Institute for Contemporary Art (de)[18].
- 2004–2005 : Die Regierung – How do we want to be governed?, montré au MACBA puis au Miami Art Central, Miami[19], Sécession de Vienne [20] et au Kunstinstituut Melly à Rotterdam[21].
- 2004 : Sommerfrische. Künstlervideos mit Esprit, Kunsthalle de Hambourg[22].
- 2003 : Formen der Organisation, montré au Hochschule für Grafik und Buchkunst Leipzig[23] et au Kunstraum der Universität Lüneburg (de)[24].
- 2003 : based upon True Stories, Witte de With, Rotterdam[25].
- 2002 : non-places, Association d'art de Francfort[26].
- 2002 : Malerei ohne Malerei, Musée des Beaux-Arts de Leipzig[27].
- 2000–2001 : Au-delà du spectacle / Let´s Entertain / Kunst Macht Spaß, exposé au Centre Georges Pompidou, Paris, Au-delà du spectacle, Centre Pompidou, Paris, 22 novembre 2000 – 8 janvier 2001. Organisé par Bernard Blistène au Walker Art Center, Minneapolis, au Kunstmuseum Wolfsburg (de), ainsi qu'à Miami et Portland.
- 2000 : Play – use, Witte de With, Rotterdam[28].
- 2000 : gouvernementalität, Alte Kestner Gesellschaft, Hanovre[29].
- 2000 : Dinge, die wir nicht verstehen. Generali Foundation, Vienne[30].
- 1999 : Österreichischer Pavillon, 48e Biennale de Venise.
- 1999 : Rosa für Jungs Hellblau für Mädchen, Nouvelle société des arts visuels, Berlin[31].
- 1998 : Do all Oceans have walls?, Gesellschaft für Aktuelle Kunst (de), Bremen[32].
- 1997 : Documenta X, Kassel.